# Мордойське сільське поселення
Мордо́йське сільське поселення (рос. Мордойское сельское поселение) — сільське поселення у складі Киринського району Забайкальського краю Росії.
Адміністративний центр та єдиний населений пункт — село Мордой.

## Населення
Населення сільського поселення становить 459 осіб (2019; 517 у 2010, 656 у 2002).